# HS Гидры
HS Гидры (лат. HS Hydrae), HD 90242 — кратная звезда в созвездии Гидры на расстоянии приблизительно 334 световых лет (около 103 парсек) от Солнца. Возраст звезды определён как около 2,1 млрд лет.
Пара первого и второго компонентов — двойная затменная переменная звезда типа Алголя (EA). Визуальная звёздная величина звезды — от +8,61m до +8,07m. Орбитальный период — около 1,568 суток.
Открыта В. Штромайером в 1964 году***.

## Характеристики
Первый компонент — жёлто-белая звезда спектрального класса F3, или F4V, или F5V, или F5. Масса — около 1,31 солнечной, радиус — около 1,275 солнечного, светимость — около 5,65 солнечной. Эффективная температура — около 6500 K.
Второй компонент — жёлто-белая звезда спектрального класса F4V, или F4. Масса — около 1,27 солнечной, радиус — около 1,216 солнечного. Эффективная температура — около 6400 K.
Третий компонент — оранжево-красный карлик спектрального класса M0, или M-K. Масса — около 0,56 солнечной. Орбитальный период — около 190,529 суток.
Четвёртый компонент — коричневый карлик. Масса — около 19,73 юпитерианской. Удалён в среднем на 1,712 а.е..